# Erich Rothe
Erich Hans Rothe (* 21. Juli 1895 in Berlin; † 19. Februar 1988) war ein deutschamerikanischer Mathematiker, der auf dem Gebiet der Analysis arbeitete.

## Leben
Rothe war der Sohn eines Rechtsanwalts. Nach dem Abitur im Jahr 1913 studierte Rothe zwei Semester Mathematik in München. Er nahm als Kriegsfreiwilliger am Ersten Weltkrieg teil und wurde verwundet. Rothe setzte nach dem Krieg 1919 das Mathematikstudium an der TU Berlin und danach an der Friedrich-Wilhelms-Universität in Berlin fort, absolvierte 1923 das Lehramtsexamen (Mathematik, Physik und Philosophie, bis 1926 Referendar am Mommsen-Gymnasium in Berlin-Charlottenburg) und promovierte 1927 bei Erhard Schmidt und Richard von Mises (Über einige Analogien zwischen linearen partiellen und linearen gewöhnlichen Differentialgleichungen). 1928 heiratete er die Mathematikerin Hildegard Ille. Von 1928 bis 1931 war er Privatdozent und Assistent bei Fritz Noether an der Technischen Hochschule Breslau (Habilitation dort im Jahr 1928). Anschließend war er von 1931 bis 1935 Privatdozent an der Universität Breslau (Umhabilitation 1931). Nachdem Rothe aufgrund seiner jüdischen Abstammung aus dem Staatsdienst entlassen wurde, emigrierte er 1937 mit seiner Familie in die USA. Am William Penn College in Oskaloosa, Iowa, unterrichteten er und seine Frau ab 1937. Nach dem Tod seiner Frau wurde Erich Rothe 1943 Dozent (assistant professor) an der University of Michigan (Ann Arbor) (1949 associate professor, 1955 full professor). Nach der Emeritierung 1964 unterrichtete Rothe ein Jahr (1967/68) an der Western Michigan University in Kalamazoo. Im Jahr 1986 erschien sein Buch über den Abbildungsgrad in Banachräumen. Die Rothe-Methode zur Behandlung partieller Differentialgleichungen ist nach ihm benannt. Bekannt ist ebenfalls sein 1937 bewiesener Satz, dass ein Funktional in einem Hilbert-Raum genau dann schwach-stetig ist, wenn seine Fréchet-Ableitung vollstetig ist.
Erich Rothe schrieb mehr als 50 mathematische Arbeiten.
Zu seinen Schülern gehörten Jane Cronin Scanlon und George J. Minty.

## Schriften
- Introduction to Various Aspects of Degree Theory in Banach Spaces, Mathematical Surveys and Monographs, Band 23, AMS, 1986, 242 Seiten (Buchbesprechung: )